# Fiat 124 Spider (2016)
Fiat 124 Spider (Tip 348) este un roadster cu două locuri, motor amplasat frontal și tracțiune pe spate, fabricat de Mazda pentru FCA, pe parcursul unei singure generații. Modelul 124 a fost prezentat la Salonul Auto de la Los Angeles în 2015, pentru anul de producție 2016, și a înregistrat o producție totală de peste 41.000 de unități între anii model 2016 și 2020.
Bazat în mare parte pe a patra generație Mazda MX-5 și fabricat alături de aceasta la uzina Hiroshima a companiei Mazda, modelul 124 împarte platforma, componentele mecanice, interiorul și mecanismul de pliere al acoperișului cu MX-5. Totuși, se diferențiază prin motorul turbo Multiair proiectat și fabricat de FCA, amortizoare reglate specific, un design exterior unic și o lungime și o capacitate de încărcare ușor crescute în comparație cu MX-5.
Numele 124 și detaliile stilistice exterioare sunt o referință la modelul clasic Fiat 124 Sport Spider, proiectat de Pininfarina și produs între 1966 și 1985.

## Context
În mai 2012, Mazda și Alfa Romeo — la acel moment o subsidiară a Grupului Fiat, acum parte din Stellantis — au anunțat un parteneriat pentru dezvoltarea unei platforme comune cu tracțiune spate. Cele două companii aveau intenția de a „dezvolta două roadstere ușoare, cu tracțiune spate, distincte din punct de vedere stilistic, iconice și specifice fiecărui brand,” fiecare variantă urmând să fie echipată cu motoare proprii, unice pentru fiecare marcă.

În baza acordului anterior — prin care FCA urma să comercializeze un roadster bazat pe modelul MX-5, fabricat de Mazda la uzina sa din Hiroshima — FCA a decis să comercializeze o variantă sub marca Fiat, în locul celei sub marca Alfa Romeo. În august 2016, FCA a anunțat oficial Fiat 124 Spider, bazat pe platforma Mazda ND.

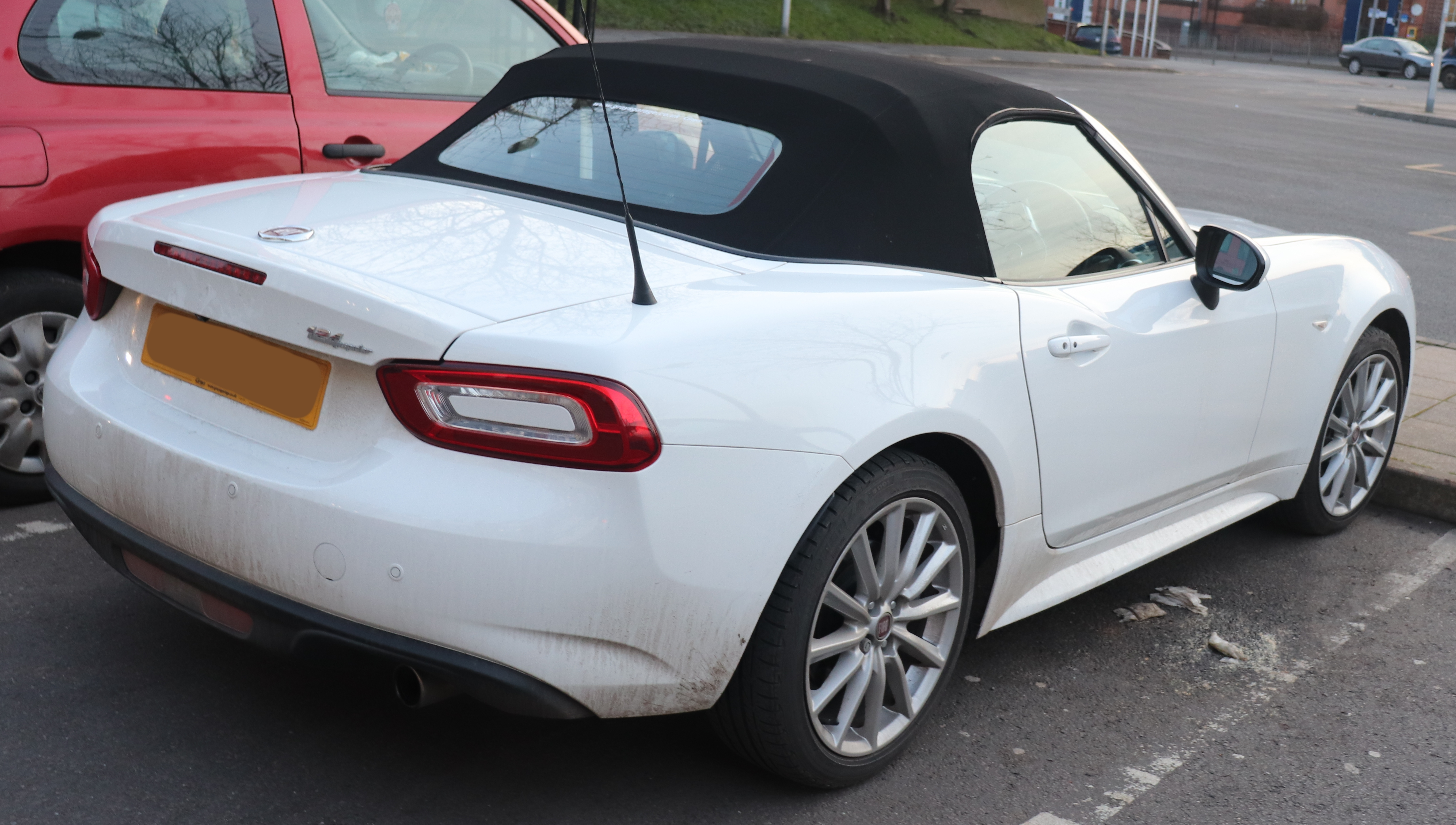
Fiat 124 Spider, vedere din spate

La 23 decembrie 2020, Stellantis a anunțat retragerea modelului 124 Spider și a Fiat 500 din gama de modele pentru America de Nord după anul model 2020, fără intenția de a reveni în 2021, aceeași situație aplicându-se și pentru 500L. Aceste modele au continuat să fie vândute în 2021 până la epuizarea stocurilor.

## Specificații
Fiat 124 Spider era echipat cu motorul FIRE Multiair turbo cu patru cilindri în linie, de 1,4 litri, produs de Fiat, care genera 140 PS (103 kW; 138 CP) și un cuplu de 240 N·m în varianta destinată pieței europene. În varianta nord-americană, motorul dezvolta 160 CP (119 kW; 162 PS) și un cuplu de 249 N·m. Transmisia manuală cu șase trepte utilizată pe acest model provenea de la cea de-a treia generație Mazda MX-5 (NC), fiind adaptată pentru a rezista cuplului generat de motorul turbo. Cutia de viteze manuală a modelului 124 a fost preluată de la transmisia cu șase trepte a celei de-a treia generații Mazda MX-5 (NC), pentru a face față cuplului motorului turbo.

### Motoare și performanță
Notă: MT6 = transmisie manuală cu șase trepte, AT6 = transmisie automată cu șase trepte.
| Model             | Tip motor                                    | Putere                               | Cuplu                             | Transmisie | 0–100 km/h (0–62 mph) | Viteză maximă      | Emisii de CO2 |
| ----------------- | -------------------------------------------- | ------------------------------------ | --------------------------------- | ---------- | --------------------- | ------------------ | ------------- |
| Fiat 124 Spider   | Motor I4 MultiAir turbo, 1.368 cm³ (benzină) | 140 PS (103 kW; 138 CP) la 5.000 rpm | 240 N·m (177 lbf·ft) la 2.250 rpm | MT6        | 7,5 s                 | 215 km/h (134 mph) | 148 g/km      |
| Fiat 124 Spider   | Motor I4 MultiAir turbo, 1.368 cm³ (benzină) | 140 PS (103 kW; 138 CP) la 5.000 rpm | 240 N·m (177 lbf·ft) la 2.250 rpm | AT6        | 7,6 s                 | 214 km/h (133 mph) | 153 g/km      |
| Abarth 124 Spider | Motor I4 MultiAir turbo, 1.368 cm³ (benzină) | 170 PS (125 kW; 168 CP) la 5.500 rpm | 250 N·m (184 lbf·ft) la 2.500 rpm | MT6        | 6,8 s                 | 232 km/h (144 mph) | 148 g/km      |
| Abarth 124 Spider | Motor I4 MultiAir turbo, 1.368 cm³ (benzină) | 170 PS (125 kW; 168 CP) la 5.500 rpm | 250 N·m (184 lbf·ft) la 2.500 rpm | AT6        | 6,9 s                 | 229 km/h (142 mph) | 153 g/km      |

### Motoare și performanță, modele pentru America de Nord
Notă: MT6 = transmisie manuală cu șase trepte, AT6 = transmisie automată cu șase trepte.
| Model                  | Tip motor                                    | Putere                       | Cuplu                            | Transmisie | 0–60 mph (0–97 km/h) | Viteză maximă | Consum combinat          | Emisii de CO2 |
| ---------------------- | -------------------------------------------- | ---------------------------- | -------------------------------- | ---------- | -------------------- | ------------- | ------------------------ | ------------- |
| Fiat 124 Spider        | Motor I4 MultiAir turbo, 1.368 cm³ (benzină) | 160 CP (119 kW) la 5.500 rpm | 184 lb·ft (249 N·m) la 2.500 rpm | MT6        | 6,8 s                | n/a           | 30 mpg-US (7,8 L/100 km) | 298 g/mi      |
| Fiat 124 Spider        | Motor I4 MultiAir turbo, 1.368 cm³ (benzină) | 160 CP (119 kW) la 5.500 rpm | 184 lb·ft (249 N·m) la 2.500 rpm | AT6        | 6,8 s                | n/a           | 29 mpg-US (8,1 L/100 km) | 302 g/mi      |
| Fiat 124 Spider Abarth | Motor I4 MultiAir turbo, 1.368 cm³ (benzină) | 164 CP (122 kW) la 5.500 rpm | 184 lb·ft (249 N·m) la 2.500 rpm | MT6        | n/a                  | n/a           | n/a                      | n/a           |
| Fiat 124 Spider Abarth | Motor I4 MultiAir turbo, 1.368 cm³ (benzină) | 164 CP (122 kW) la 5.500 rpm | 184 lb·ft (249 N·m) la 2.500 rpm | AT6        | n/a                  | n/a           | n/a                      | n/a           |

## Ediții limitate
La lansarea modelului 124, Fiat a comercializat o ediție specială, intitulată 124 Spider Anniversary, limitată la 124 de exemplare—pentru a marca 50 de ani de la debutul modelului original 124 Sport Spider. Această ediție exclusivă includea specificațiile variantei 124 Spider Lusso Plus, completate de oglinzi cromate, o emblemă roșie „124” amplasată pe grila frontală, o plăcuță interioară numerotată, caroserie roșie și interior din piele neagră.

## Abarth 124 Spider

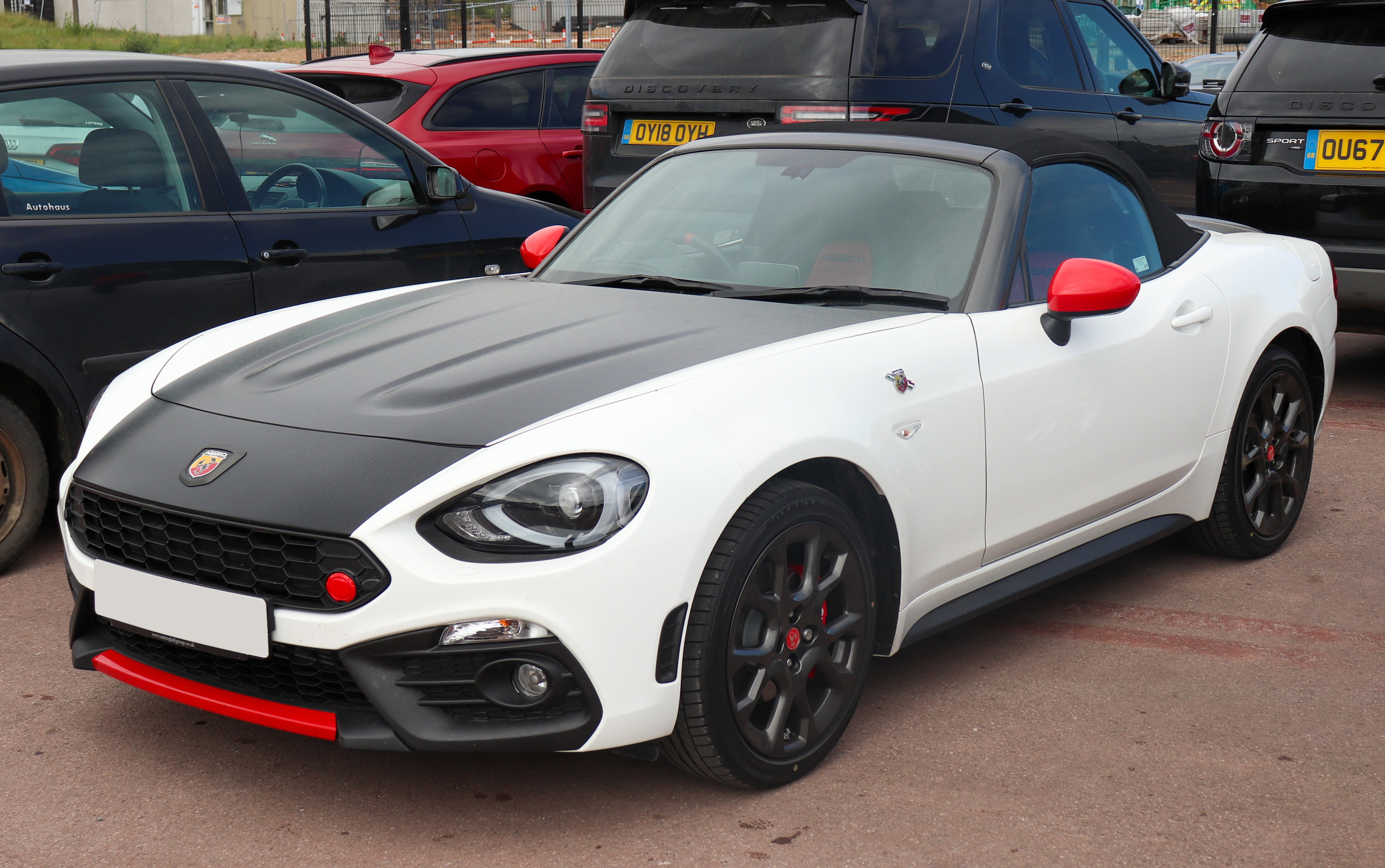
Abarth 124 Spider

Abarth 124 Spider reprezintă varianta de performanță a modelului Fiat 124 Spider, fabricată de Mazda pentru FCA sub marca Abarth. Modelul a fost prezentat în premieră la Salonul Auto de la Geneva 2016, împreună cu varianta de competiție, Abarth 124 Spider Rally. Asamblarea finală a vehiculului are loc la Officine Abarth din Torino, Italia, unde platforma produsă în Japonia este completată cu componentele specifice Abarth.
Modelul păstrează motorul MultiAir turbo cu patru cilindri în linie (I4), având o capacitate cilindrică de 1.368 cm³ (1,4 litri), calibrat pentru a genera o putere maximă de 170 CP (125 kW) la 5.500 rpm și un cuplu maxim de 250 N·m. Viteza maximă atinge 232 km/h și o accelerație de la 0 la 100 km/h în 6,8 secunde.
Abarth 124 Spider prezintă numeroase modificări față de modelul Fiat 124 Spider. Exteriorul se remarcă prin embleme Abarth, o bandă neagră opțională pentru competiții, aplicată manual pe capotă și capacul portbagajului, și jante din aluminiu cu diametrul de 17 inch. Habitaclul include scaune sport încălzite, îmbrăcate în piele neagră și microfibră, cu opțiunea pentru scaune din piele și Alcantara fabricate de Recaro.
Dotările suplimentare cuprind un volan sport îmbrăcat în piele, un schimbător de viteze din piele și detalii decorative cusute în roșu.

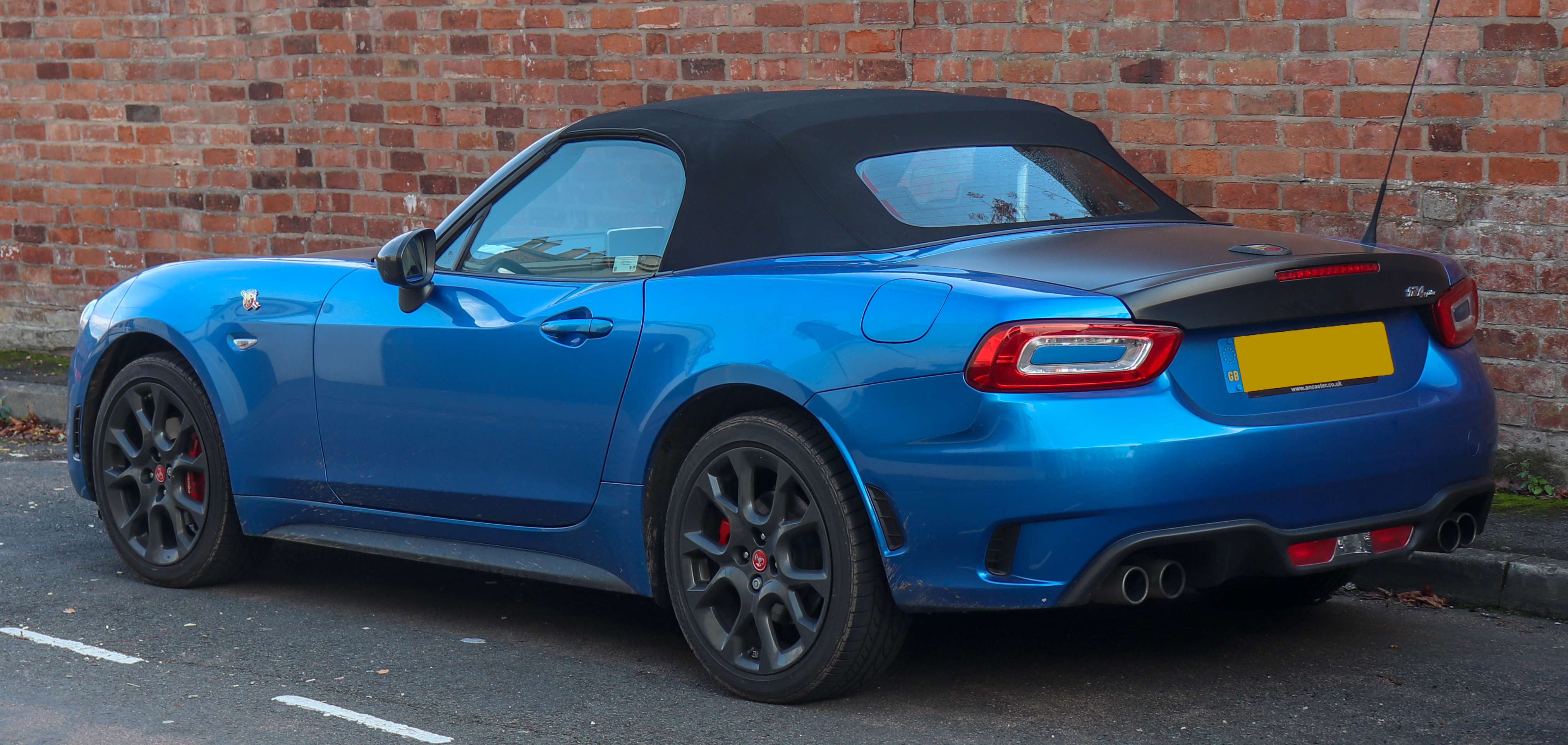
Vedere din spate
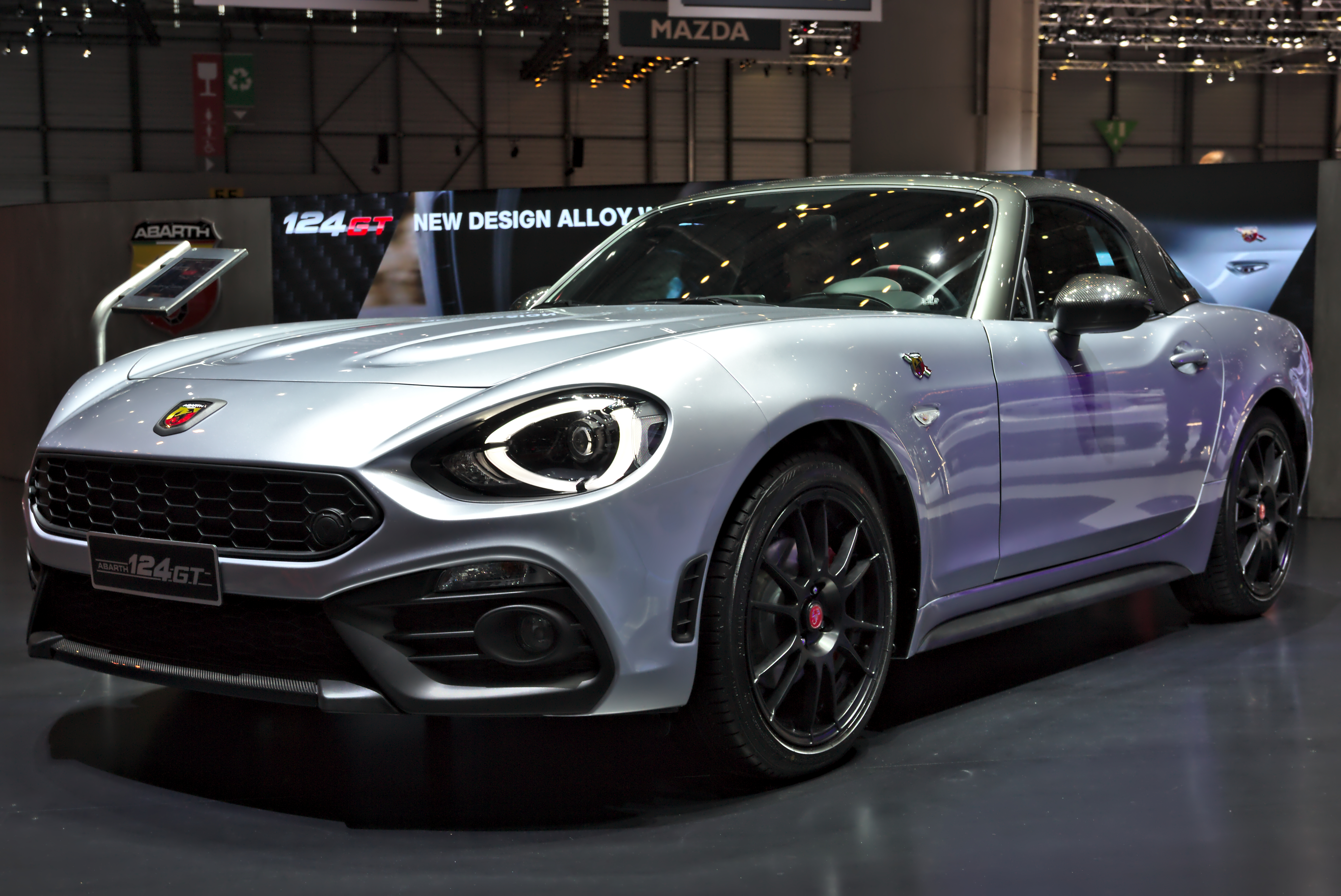
Abarth 124 GT la Salonul Auto de la Geneva 2018
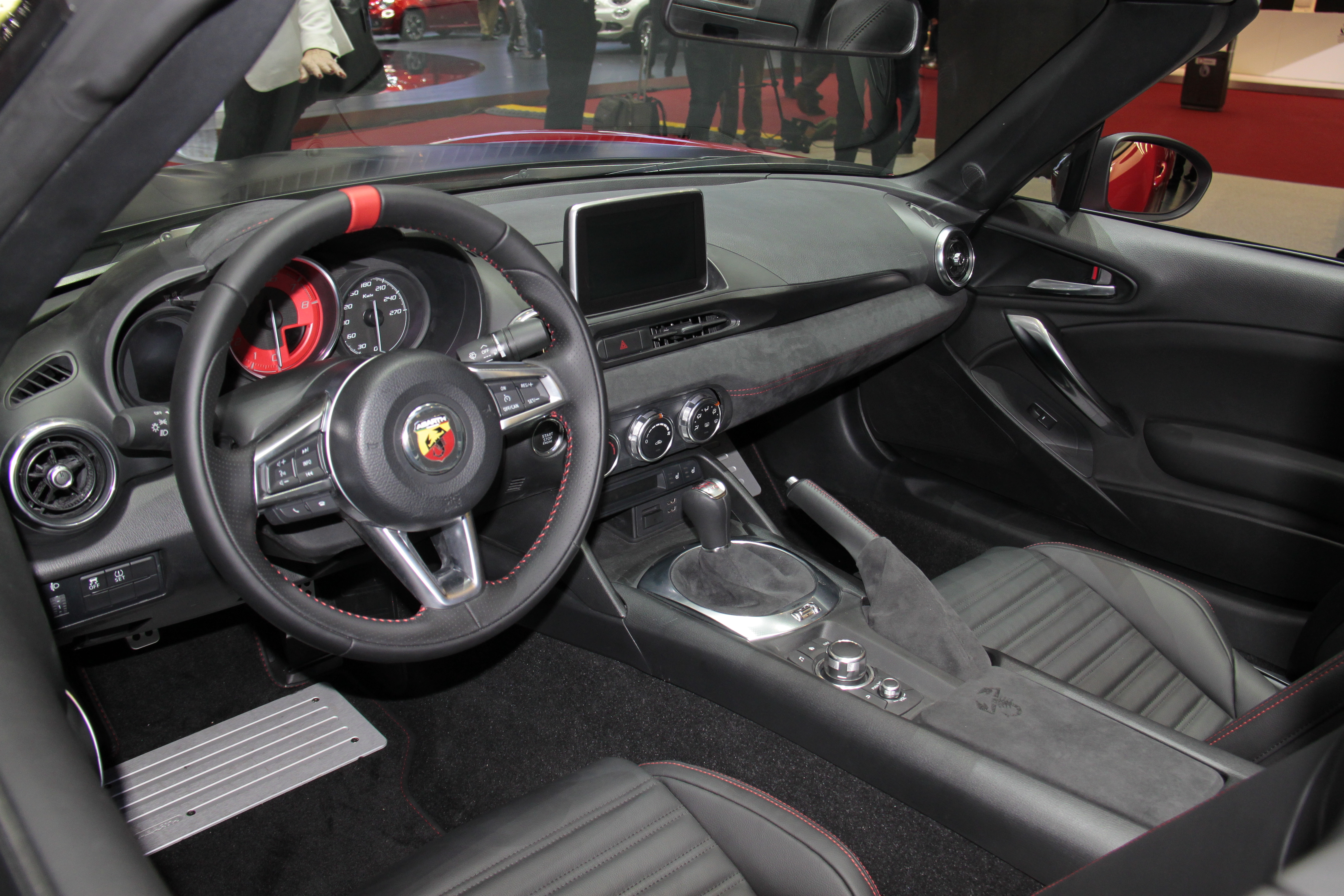
Interior

### Fiat 124 Spider Abarth
Versiunea destinată pieței nord-americane a fost prezentată inițial la Salonul Auto Internațional de la New York din 2016 sub denumirea de Fiat 124 Spider Elaborazione Abarth, având echipări similare cu pachetul Club al modelului Mazda MX-5 Miata. Spre deosebire de modelul standard Abarth, această variantă nu beneficia de o creștere a puterii comparativ cu Fiat 124 Spider standard și purta embleme Fiat, cu excepția insignelor „Elaborazione Abarth” amplasate pe aripile frontale.
Ulterior, Fiat 124 Spider Elaborazione Abarth a fost înlocuit de modelul standard Abarth, comercializat sub denumirea Fiat 124 Spider Abarth, deoarece marca Abarth este percepută în America de Nord ca un pachet de performanță, mai degrabă decât ca un brand distinct. Deși avea embleme exterioare complete Abarth, modelul a utilizat emblema Fiat pe volan până la anul model 2019, din cauza procesului de recertificare a airbagului.

### Abarth 124 Spider Rally

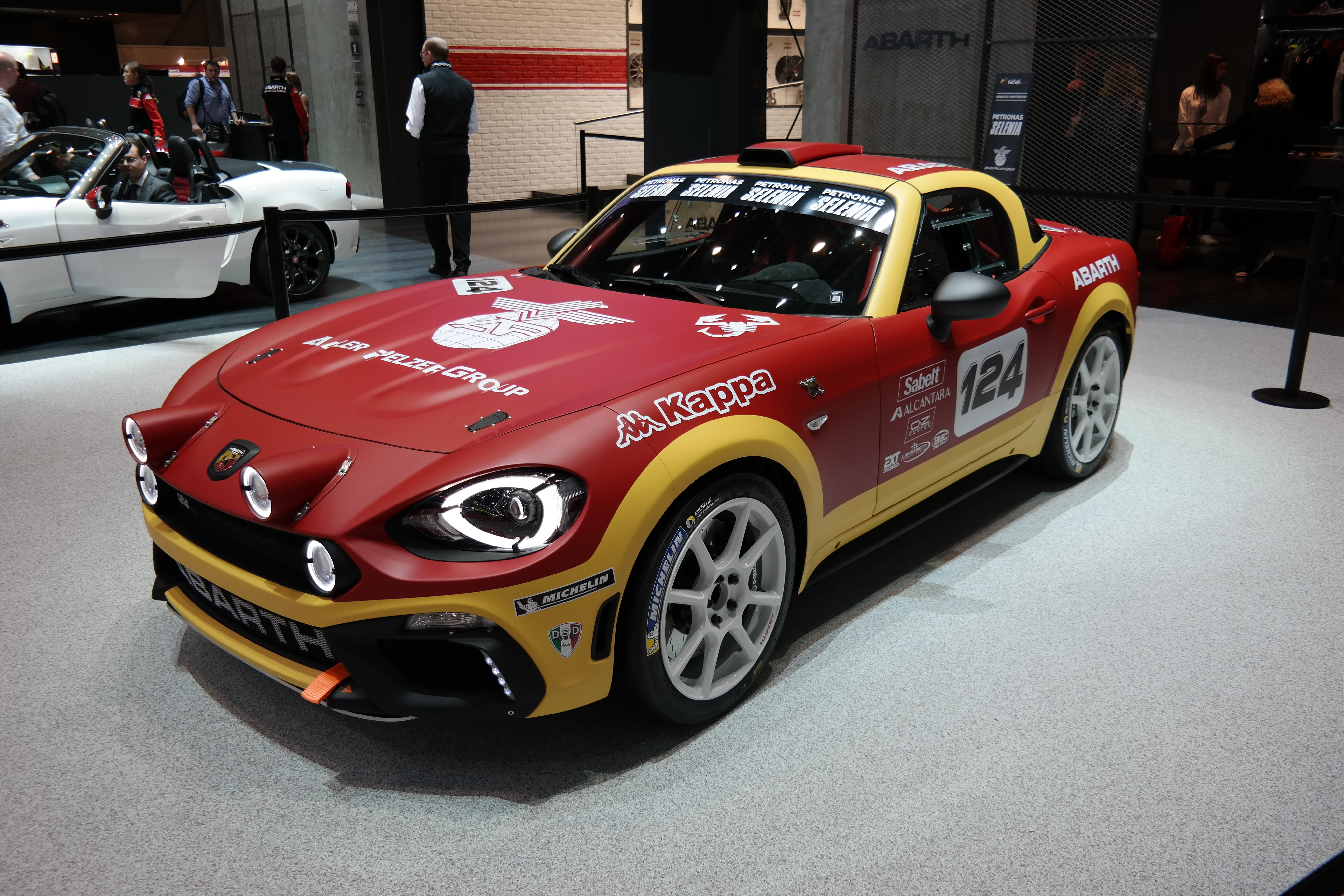
Abarth 124 Spider Rally

Abarth 124 Spider Rally reprezintă versiunea de competiție a modelului 124, omologată în categoria FIA R-GT. Vehiculul este echipat cu un motor turbo de 1,8 litri, capabil să dezvolte 300 PS (221 kW) la 6.500 rpm.

## Recepție
Jeremy Clarkson, în rubrica sa „Driving” din The Sunday Times, a acordat modelului Fiat 124 Spider trei din cinci stele, afirmând: „Te-ai aștepta ca Fiat, fiind italian, să fie mai sportiv și mai dinamic decât MX-5, dar, în realitate, este mai silențios și mai puțin captivant.”

## Vânzări
| An    | Europa | SUA    | Canada | Total  |
| ----- | ------ | ------ | ------ | ------ |
| 2016  | 3.717  | 2.475  | 258    | 6.450  |
| 2017  | 7.831  | 4.478  | 601    | 12.910 |
| 2018  | 7.637  | 3.515  | 284    | 11.436 |
| 2019  | 4.717  | 2.644  | 205    | 7.566  |
| 2020  | 76     | 1.711  | 165    | 1.952  |
| 2021  |        | 955    | 52     | 1.007  |
| Total | 23.978 | 15.778 | 1.565  | 41.321 |